# Eusarca axona
Eusarca axona är en fjärilsart som beskrevs av Druce 1892. Eusarca axona ingår i släktet Eusarca och familjen mätare. Inga underarter finns listade i Catalogue of Life.